# Astérix et les Indiens
Série Astérix en animation
Astérix et le Coup du menhir
(1989) Astérix et les Vikings
(2006)
Pour plus de détails, voir Fiche technique et Distribution.
Astérix et les Indiens (Asterix Conquers America en anglais, Asterix in Amerika en allemand) est un film d'animation allemand réalisé par Gerhard Hahn et sorti en 1994. Bien qu'il ait été réalisé en Allemagne et aussi coproduit en collaboration avec l'Espagne, France, Royaume-Uni, États-Unis, Canada, Danemark et le Japon, sous le titre Asterix Conquers America, les dialogues du film ont été enregistrés en version anglaise avant les autres langues. Néanmoins, la version allemande est sortie en 1994 et la version anglaise en 1995. C'est aussi le seul film de la série Astérix à avoir été produit entièrement hors de France.
Le film est une libre adaptation de l'album de bande dessinée La Grande Traversée (1975), de René Goscinny et Albert Uderzo.

## Synopsis
La légion romaine a été humiliée une fois de plus par les irréductibles Gaulois. C'en est trop pour le grand César qui charge l'infâme Tumulus, son plus fidèle conseiller, de capturer Panoramix et de l'envoyer par delà les mers, loin à l'ouest, pour qu'il tombe dans le vide. En effet, ils pensent alors que la Terre est plate. Pendant ce temps, Panoramix a des soucis : à cause d'une bagarre due au poisson pas frais d'Ordralfabétix, presque toute la potion magique qu'il avait préparée s'est répandue par terre. Il doit donc aller cueillir les plantes nécessaires pour en refaire, et charge Astérix et Obélix d'aller pêcher du poisson frais, autre ingrédient indispensable. Seulement, Tumulus déguisé en druide gaulois et ses sbires, capturent le druide ainsi qu'Idéfix qui était chargé de sa protection et l'emmènent à bord d'une galère romaine et partent en direction du bout du monde. Astérix et Obélix les aperçoivent et se lancent à leur poursuite. Mais ils ne parviennent pas à les rattraper à cause d'une tempête qui rend les vagues très violentes et les fait dériver au large.
Au moment où le soleil revient, Tumulus, après avoir été mordu par Idéfix, jette le petit chien à l’eau en pâture à un requin affamé. En difficulté, Idéfix peine à nager suffisamment vite pour échapper à son prédateur. Alors que le requin se rapproche de plus en plus de lui, Idéfix ne doit sa survie qu'à l'intervention in extremis d'un dauphin. Celui-ci parvient à le reconduire au bateau d'Astérix et Obélix qui sont très heureux et soulagés de retrouver le petit chien sain et sauf.
En suivant le dauphin, ils retrouvent la galère romaine mais ne réussissent pas à empêcher les Romains de catapulter Panoramix au-delà du « bout du monde » dissimulé derrière une falaise. Croyant avoir réussi son coup, Tumulus repart pour la Gaule. Pendant ce temps, Astérix, Obélix et Idéfix escaladent la falaise et découvrent que le monde ne s'arrête pas là. Ils découvrent un pays jusque-là inconnu ou presque. Panoramix le désigne comme le « pays secret de l'Indus » dont les habitants sont des Indiens d'Amérique. Il s'agit en fait de l'Amérique. Les Gaulois retrouvent Panoramix aux mains d'une tribu d'Indiens avec lesquels ils finissent par sympathiser. Obélix fait d'ailleurs la rencontre d'une belle Indienne et en tombe amoureux (et réciproquement). Mais, le sorcier enlève Panoramix et cherche à lui soutirer la recette de la potion magique avant qu'Astérix ne sauve le druide.
Les trois Gaulois doivent à présent repartir au plus vite pour le village des irréductibles gaulois privé de potion et assiégé par les Romains. Lorsqu'ils arrivent, ils découvrent le village désert et incendié. Il ne reste plus qu'Assurancetourix ligoté. Ce dernier leur explique alors que les villageois sont prisonniers dans un camp romain pour être livrés aux lions dans les arènes de Rome. Astérix et Obélix, déguisés en légionnaires, s'infiltrent dans le camp et remettent à leurs amis de la potion magique cachée dans les deux amphores qui leur permettent de se libérer et de raser le camp. César parvient à s'échapper en se cachant dans un tonneau, Tumulus est avalé par la panthère noire de César. Les Gaulois reconstruisent le village et organisent leur habituel banquet en racontant les exploits d'Astérix, d'Obélix et de Panoramix en Amérique et en chantant la chanson de la tribu indienne que tous les convives reprennent en chœur.

## Fiche technique
- Titre anglais original (à l'international) : Asterix Conquers America
- Titre allemand : Asterix in Amerika
- Titre français : Astérix et les Indiens
- Autres titres : Astérix en América (espagnol) ; Astérix conquista América (mexicain)
- Réalisation : Gerhard Hahn
- Scénario : Thomas Platt et Gerhard Hahn[1], supervisé par Pierre Tchernia et Albert Uderzo, d'après la bande dessinée La Grande Traversée de René Goscinny et Albert Uderzo
- Décors : Michel Guerin
- Conception des personnages : Dave Brewster, Andrew Knight, Tahsin Özgür et Bill Speers
- Scénarimage : David Brewster, Juan C. Cerezo, Michael Ekbladh, Sahin Ersöz, Miguel Gaban, Andrew Knight, Rick Morrison, Tahsin Özgür, Bill Speers, Teresa Valero et Antonio Zuera
- Animation : Bill Speers, Angel Izquierdo (supervision)
- Photographie : Thorsten Falke et Barry Newton
- Montage : Ulrich Steinvorth
- Musique : Harold Faltermeyer
  - Chansons interprétées par Zouk Machine
- Production : Jürgen Polaszek, Yannick Piel et Jürgen Wohlrabe
- Société de production :
  - Allemagne : Extrafilm Production Berlin et Hahn Film (de)
  - France, Royaume-Uni, États-Unis : Twentieth Century Fox
  - France : Fox Pathé Europa
  - Espagne : Milímetros S.A.
  - Canada : Alliance Films
- Sociétés de distribution : Jugendfilm-Verleih (Allemagne, 1994) et Kinowelt Filmverleih (ressortie, 2003), 20th Century Fox (France, Royaume-Uni et Espagne)
- Budget : 14 millions de francs[4],[5],[6] (soit environ 3,4 millions d'euros de 2024[7])
- Pays d'origine :  Allemagne
- Langue originale : anglais[2]
- Format : couleur – 35 mm – 1,85:1 – son stéréo Dolby SR
- Genre : animation
- Durée : 85 minutes
- Dates de sortie :
  - Allemagne : 29 septembre 1994
  - France : 5 avril 1995
  - Espagne : 7 avril 1995
  - Royaume-Uni : 11 août 1995
  - États-Unis : 22 septembre 1995
  - Canada : 23 février 1996

## Distribution

### Voix originales
Sauf indication contraire, les informations mentionnées dans cette section peuvent être confirmées par la base de données cinématographiques IMDb,  présente dans la section « Liens externes ».
- John Rye : le narrateur
- Craig Charles : Astérix
- Howard Lew Lewis : Obélix
- Geoffrey Bayldon : Panoramix
- Henry McGee : Jules César
- Christopher Biggins : Tumulus
- Rik Mayall : Assurancetourix (non crédité)
- Julie Gibbs : Bonemine (non créditée)
- Vanessa Feltz : Falbala (non créditée)
- Jonathan Kydd : Ordralfabétix, le centurion et le perroquet (non crédité)
- Rupert Degas : le sorcier et le cuisinier (non crédité)
- Jennifer Blanc-Biehn : Ah-Choo (non créditée)
- Julia Braams : le neveu de Bonemine (non créditée)
- Olivia d'Abo : voix additionnelles (non créditée)

### Voix allemandes
- Harald Juhnke : le narrateur
- Peer Augustinski : Astérix
- Ottfried Fischer : Obélix
- Ralf Wolter : Panoramix
- Jochen Busse : Assurancetourix
- Jürgen Scheller : Abraracourcix
- Kristiane Backer : Ah-Choo
- Thomas Piper : le sorcier
- Michael Habeck : Tumulus
- Thomas Reiner : Jules César (non crédité)
- Peter Zilles : Ordralfabétix (non crédité)
- Walter Reichelt : le capitaine Barbe-Rousse (non crédité)
- Andreas Mannkopff : le centurion (non crédité)
- Oliver Stritzel : Cétautomatix (non crédité)
- Thomas Albus : un légionnaire (non crédité)
- Alexander Allerson : un sénateur (non crédité)
- Michael Gahr : un sénateur (non crédité)
- Michael Rüth : un légionnaire (non crédité)
- Peter Thom : les gaulois (non crédité)

Sources : Synchronkartei et Comedix.de

#### Version allemande alternative (DVD, 2003)
- Edi van Beek : le narrateur
- John Friedmann[10] : Astérix
- Florian Simbeck[11] : Obélix
- Osman Ragheb : Panoramix
- Frank Schaff : Assurancetourix
- Michael Habeck : Tumulus
- Hartmut Neugebauer : le centurion
- Joachim Höppner : Jules César
- Thomas Albus : Ordralfabétix et un sénateur
- Andreas Borcherding : un sénateur
- Manfred Erdmann : le sorcier et un sénateur

Sources : Synchronkartei et Comedix.de

### Voix françaises
- Roger Carel : Astérix
- Pierre Tornade : Obélix
- Henri Labussière : Panoramix
- François Chaix : Abraracourcix
- Michel Tugot-Doris : Assurancetourix
- Jean Dautremay : Ordralfabétix
- Robert Party : Jules César
- Jean-Luc Galmiche : Tumulus
- Olivier Jankovic : Stupidus
- Nathalie Spitzer : Falbala
- Yves Pignot : le centurion
- Claude Chantal : Bonemine
- Joël Zaffarano : le capitaine Barbe-Rousse
- Sylvain Lemarié : le chef des indiens et un légionnaire Romain
- Thierry Buisson : Triple-Patte
- Philippe Sollier : Baba, la vigie des pirates
- Christian Pélissier : le Chinois (le pirate #3) (non crédité)
- Philippe Valmont[14] : un sénateur
- François Jaubert : un sénateur
- Michel Prud'homme : un sénateur et un galérien
- Pierre Tchernia : le narrateur
- Rupert Degas : le sorcier (même voix qu'en anglais, non crédité)
- Jennifer Blanc-Biehn : Ah-Choo (même voix qu'en anglais, non créditée)

version française réalisée par la société de doublage Alphabet Productions, sous la direction artistique de Jean-Pierre Dorat, avec une adaptation des dialogues de Philippe Videcoq, enregistré et mixé aux Auditoriums de Joinville ; la direction musicale est assurée par Claude Lombard et l'adaptation des chansons par Guy Floriant.
Sources : Planète Jeunesse, RS Doublage, Allodoublage, Doublanim’, Voxofilm, Allociné et sur le site officiel Astérix.com

## Production

### Genèse et développement
À la fin des années 1980, le distributeur et producteur allemand Jürgen Wohlrabe finance le dessin animé Astérix et le Coup du menhir avec la société française Gaumont, déjà derrière Astérix et la Surprise de César (1985) et Astérix chez les Bretons (1986),,. Sa société Jugendfilm a rencontré d'énormes succès en distribuant depuis 1970 chaque Astérix en Allemagne, où le personnage est extrêmement populaire,,. Yannick Piel, producteur à la Gaumont, écrit le scénario et obtient de pouvoir fabriquer le film entièrement en France, dans les studios créés pour les deux précédents,. C'est une réussite avec 2,5 millions d'entrées en Allemagne et un million et demi en France,,. Wohlrabe est néanmoins déçu que ce ne soit une véritable adaptation de l'album Le Combat des chefs, comme prévu au départ, mais plutôt un mélange de cette histoire avec Le Devin. Après trois dessins animés, la Gaumont se désengage d'Astérix et ferme son studio d'animation parisien.
Jürgen Wohlrabe lance seul et en Allemagne la production d'un film d'après l'album La Grande Traversée paru en 1975,,. Ce sujet permettrait au producteur de faire son entrée dans le marché américain en profitant des célébrations du 500e anniversaire (en) de la découverte de l'Amérique par Christophe Colomb à venir en 1992,,. Ce pourrait aussi être l'occasion d'introduire Astérix aux jeunes lecteurs américains, qui ne le connaissent pas. La réalisation est confiée à Gerhard Hahn,, auréolé du succès de son adaptation de Werner, la plus populaire bande dessinée d'Allemagne,,. Le budget s'élève à 14 millions de francs (ou 8 millions de dollars),,.
Yannick Piel écrit un scénario fidèle à l'album mais, à l'instar du mélange du Coup du menhir, en rajoutant Pépé d'Astérix en Hispanie,,. Le producteur rejette ce traitement pourtant validé par Albert Uderzo,,. Wohlrabe fait écrire une nouvelle version très différente aux scénaristes allemands Thomas Platt et « Rhett Rooster », pseudonyme pris par Hahn,. La seconde partie de l'album évoquant le débarquement des Vikings en Amérique est évincée pour se concentrer uniquement sur les Indiens,,. Alors qu'Astérix et Obélix ne faisaient que dériver jusqu'en Amérique dans l'album, le film repose sur un plan de Jules César comptant priver le village de potion en capturant Panoramix et en le jetant au-delà du bout du monde,,. Les deux héros poursuivent ainsi en barque le bateau retenant prisonnier Panoramix, puis découvrent le Nouveau Monde et vivent des aventures avec une tribu indienne, tandis que le village gaulois résiste difficilement au siège de l'armée romaine. Une histoire sentimentale implique Obélix et une séduisante indienne, à la place de sa relation avec la collante grosse fille du chef dans l'album.

### Animation
La création du dessin animé, sous le titre Asterix Conquers America, a entièrement lieu dans les studios ExtraFilm de Berlin, à partir de voix anglaises plutôt qu'avec la distribution française habituelle. Les scènes de l'océan Atlantique font appel à l'animation 3D alors naissante,,. Albert Uderzo et Pierre Tchernia supervisent l'adaptation,,. Lors de ses voyages aux studios, Uderzo découvre une trop grande différence de ton, d'humour, avec son œuvre. Plusieurs séquences le dérangent. Il doit se battre pour couper des scènes vulgaires, tel qu'un gag où un poisson plonge dans les braies d'Obélix et en ressort pourri ou un passage montrant Idéfix et son maître urinant dans la forêt. Ces dissensions retardent la livraison du film bien après la date prévue de 1992.
Le film est ensuite doublé en français, avec pour la dernière fois réunis Roger Carel en Astérix, Pierre Tornade en Obélix et Henri Labussière en Panoramix, dans la continuité de la trilogie de Gaumont.

### Bande originale

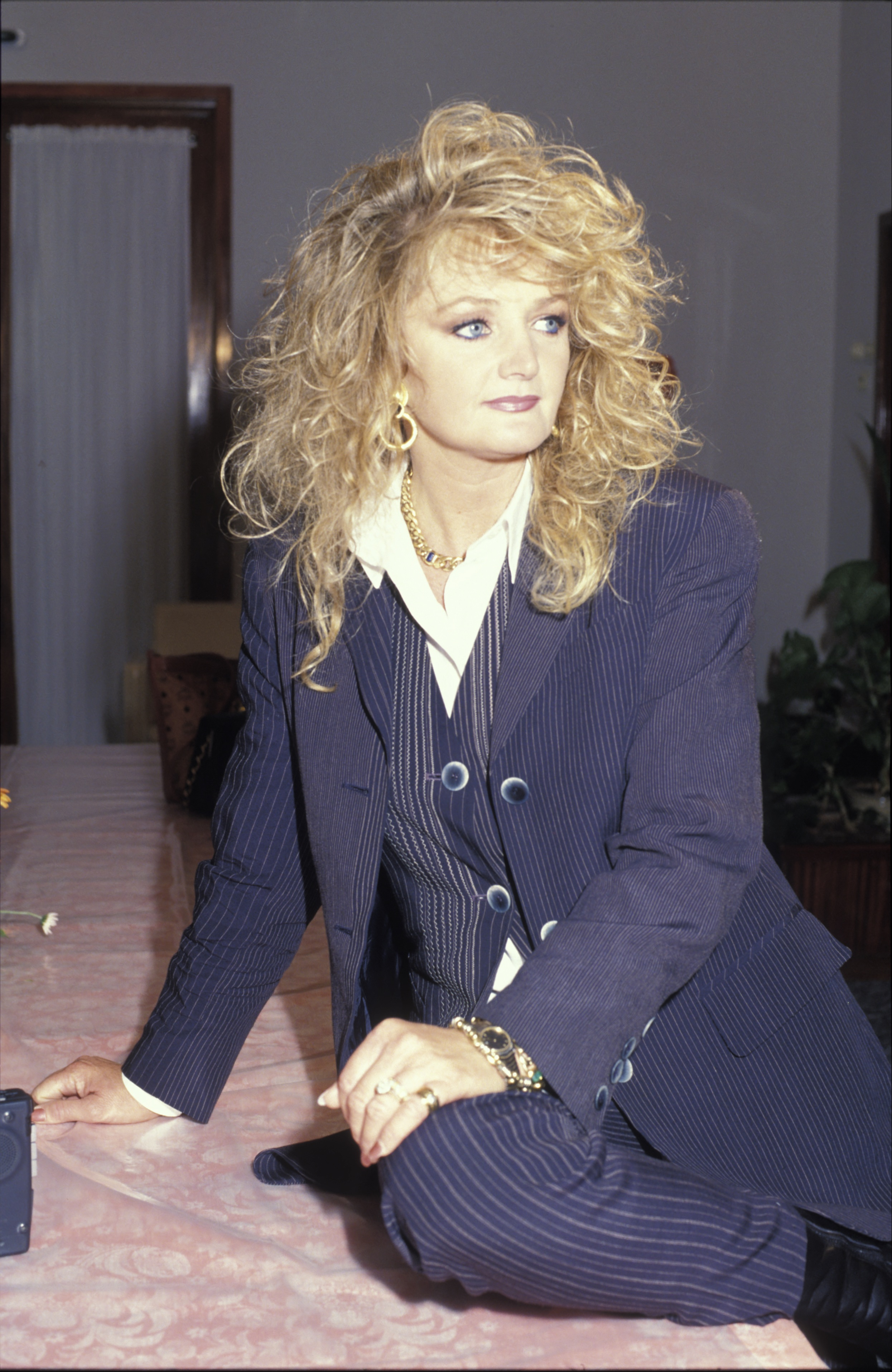
Bonnie Tyler interprète la chanson sentimentale Say Goodbye.

Le compositeur allemand Harold Faltermeyer, connu pour Le Flic de Beverly Hills (1984) et Top Gun (1986), élabore la bande originale du film et des chansons « synthpop ». Ces chansons — dont Say Goodbye interprété en version originale par Bonnie Tyler — parcourent le dessin animé à la manière de ceux des studios Disney,.
Chansons
- On vit ensemble, interprétée par le groupe Zouk Machine pour la version française et par le groupe britannique Aswad sous le titre We Are One People en version originale anglaise ;
- Au revoir, interprétée par le groupe Zouk Machine pour la version française et par la chanteuse britannique Bonnie Tyler sous le titre Say Goodbye en version originale.

## Accueil

### Accueil critique
La critique est mitigée, déçue par la qualité de l'animation, les transformations de l'album et le niveau de l'humour,,,,.
Anne Goscinny, fille du scénariste, déplore les concessions faites pour plaire à un public mondial, le manque d'insolence ou d'humour et la fin trop noire : « L'épisode rajouté du petit dauphin est charmant mais parfaitement niaiseux. Même chose pour la squaw qui, avec sa bouche pulpeuse semble tout droit sortie d'un cartoon de Tex Avery ! Dans les albums de papa, jamais il n'y a un mort ni une quelconque méchanceté. Voir le village d'Astérix en flammes m'a presque mis les larmes aux yeux. C'était comme si on m'avait montré symboliquement l'œuvre de mon père réduite en cendres ».

### Box-office
Astérix et les Indiens sort en septembre 1994 en Allemagne et essuie un échec relatif avec 1,8 million d'entrées,. Uderzo repousse à plusieurs reprises la sortie en France, jusqu'en avril 1995 : c'est là encore une déception avec à peine plus d'un million de spectateurs,,,,. Alors qu'un sondage récent classait encore Astérix comme le héros le plus populaire de la bande dessinée en France, le film est sérieusement battu par une reprise du classique Les 101 Dalmatiens (1961) des studios Disney.
Premier et unique Astérix à connaître une sortie en salles aux États-Unis, le film, intitulé Asterix in America, n'intéresse nullement le public américain,.
- Allemagne : 1 602 000 entrées[39]
- France : 1 059 709 entrées[40]
- États-Unis : 435 371 $ en 1996[41]